# Горб (село)
Горб — село в Україні, у Хустському районі Закарпатської області. Входить до складу Колочавської сільської громади. Населення становить 1418 осіб (станом на 2001 рік).

## Географія
| Клімат Горба            | Клімат Горба | Клімат Горба | Клімат Горба | Клімат Горба | Клімат Горба | Клімат Горба | Клімат Горба | Клімат Горба | Клімат Горба | Клімат Горба | Клімат Горба | Клімат Горба | Клімат Горба |
| Показник                | Січ.         | Лют.         | Бер.         | Квіт.        | Трав.        | Черв.        | Лип.         | Серп.        | Вер.         | Жовт.        | Лист.        | Груд.        | Рік          |
| Середній максимум, °C   | −2,1         | −0,5         | 4,3          | 10,8         | 16,1         | 19,0         | 20,7         | 20,5         | 16,7         | 11,4         | 4,4          | −0,1         | 10,1         |
| Середня температура, °C | −5,3         | −3,7         | 0,3          | 6,0          | 10,9         | 13,9         | 15,5         | 15,2         | 11,7         | 6,7          | 1,3          | −2,8         | 5,8          |
| Середній мінімум, °C    | −8,5         | −6,9         | −3,7         | 1,2          | 5,8          | 8,9          | 10,4         | 10,0         | 6,7          | 2,1          | −1,8         | −5,5         | 1,6          |
| Норма опадів, мм        | 50           | 46           | 48           | 63           | 94           | 117          | 105          | 91           | 59           | 49           | 54           | 62           | 838          |
| ----------------------- | ------------ | ------------ | ------------ | ------------ | ------------ | ------------ | ------------ | ------------ | ------------ | ------------ | ------------ | ------------ | ------------ |
| Джерело:                |              |              |              |              |              |              |              |              |              |              |              |              |              |

У 1876 році описано мінджерело «Колочава-Горб». Колочавське родовище є одним із найбільших на Закарпатті покладом мінеральних вод. Особливістю хімічного складу вуглекисло-маломінералізованої хлоридно-гідрокарбонатної кальцієво-натрієвої води Колочава є високий вміст важливих для організму мікроелементів, зокрема кальцію, магнію і брому. Один літр води містить від 250 до 400 мг кальцію, що становить майже половину добової потреби організму дорослої людини. «Колочава» не тільки насичує організм цінними життєво необхідними мікроелементами — кальцієм, магнієм, залізом, бромом, — але й допомагає звільненню його від шлаків, токсинів та сечового піску. Може стимулювати кислотоутворюючу функцію шлунка.

## Історія
Село засновано в першій половині XV ст.
До 2020 село було в складі Міжгірського району.

## Політика
Голова сільської ради — Кливець Юрій Васильович, 1982 року народження, вперше обраний у 2015 році. Інтереси громади представляють 26 депутатів сільської ради:
| Партія        | Кількість депутатів | Відсоток |
| ------------- | ------------------- | -------- |
| самовисування | 26                  | 100,00 % |

На виборах у селі Горб працювала окрема виборча дільниця. Результати виборів:
- Парламентські вибори 2002: зареєстровано 973 виборці, явка 57,45 %, найбільше голосів віддано за Блок Віктора Ющенка «Наша Україна» — 47,05 %, за СДПУ (о) — 24,33 %, за всеукраїнське політичне об'єднання «Жінки за майбутнє» — 6,08 %. В одномандатному окрузі найбільше голосів отримав Михайло Сятиня (самовисування) — 73,52 %, за Володимира Кащука (Соціал-демократична партія України (об'єднана)) — 8,23 %, за Володимира Сливку (самовисування) — 4,11 %.[6].
- Вибори Президента України 2004 (перший тур): 513 виборців взяли участь у голосуванні, з них за Віктора Януковича — 47,76 %, за Віктора Ющенка — 38,01 %, за Олександра Яковенка — 3,31 %[7].
- Вибори Президента України 2004 (другий тур): 572 виборці взяли участь у голосуванні, з них за Віктора Януковича — 55,07 %, за Віктора Ющенка — 42,31 %[8].
- Вибори Президента України 2004 (третій тур): зареєстровано 892 виборці, явка 66,48 %, з них за Віктора Януковича — 48,74 %, за Віктора Ющенка — 47,89 %[9].
- Парламентські вибори 2006: зареєстровано 915 виборців, явка 55,52 %, найбільше голосів віддано за Партію регіонів — 34,45 %, за блок Наша Україна — 28,54 %, за Блок Юлії Тимошенко — 9,06 %[10].
- Парламентські вибори 2007: зареєстровано 979 виборців, явка 38,82 %, найбільше голосів віддано за Партію регіонів — 31,05 % за Блок Юлії Тимошенко — 28,42 %, за блок Наша Україна — Народна самооборона — 26,32 %[11].

## Населення
Станом на 1989 рік у селі проживали 1216 осіб, серед них — 620 чоловіків і 596 жінок.
За даними перепису населення 2001 року у селі проживали 1418 осіб. Рідною мовою назвали:
| Мова       | Кількість осіб | Відсоток |
| ---------- | -------------- | -------- |
| українська | 1412           | 99,58 %  |
| російська  | 6              | 0,42 %   |

## Релігія
У Колочави-Горбі біля головної дороги сперечається стрункістю зі смереками дерев'яна церква св. Духа, що належить до найвищих архітектурних досягнень Закарпаття. Неподалік від Святодухівської церкви у 1928 році православна громада збудувала досить цікаву церкву св. Трійці. Займався будівництвом храму ієромонах Гермоген, який став у ньому першим священиком, а будівничим був відомий майстер з Міжгір'я Василь Карпа — родоначальник династії знаних в околиці майстрів. Водночас причетним до проекту вважають і російського інженера-емігранта.

### Церква Зішестя святого духа та дзвіниця
Дві зведені водночас (1795 р.) дерев'яні будівлі — Святодухівська церква та дзвіниця — розміщені на пагорбі в центрі селища й відіграють роль домінанти в архітектурно-просторовій організації навколишньої забудови.

### Церква св. Трійці. 1928.
Роком спорудження дерев'яної церкви вважають 1928 p., коли в село прийшов ієромонах Гермоген (Скундзяк), який організував будівництво храму і став у ньому першим священиком.
Будівничим церкви був відомий майстер з Міжгір'я Василь Карпаті (Карпа) — родоначальник династії знаних в околиці майстрів. Помічниками були місцеві люди Воринка, Ковач, Мотичка. Виконання проекту приписують російському інженеру-емігранту. Землю для храму виділили Олексій Беля, Олена Кливець, Федір Ковач, а кошти зібрали серед селян. Церкву поштукатурили за ігумена Нестора. Кураторами були вже згаданий О. Беля, Федір Воринка, Василь Шандор.
Іконостас новий, вкритий новою позолотою. У 1973 р. Іван Андрішко розмалював церкву всередині.

## Туристичні місця
- храм св. Трійці. 1928.
- храм Зішестя святого духа та дзвіниця, дві зведені водночас (1795 р